# WikiRank
Wikirank.net (eller WikiRank) – webbtjänst som används för automatisk kvalitetsbedömning och jämförelse av artiklarna i Wikipedia.
Det första omnämnandet av tjänsten i vetenskapliga arbeten var 2015. En av de undersökningar som beskriver resultaten av kvalitetsbedömningen med WikiRank-tjänsten, erkändes som ett av de viktigaste resultaten i Wikipedia och andra Wikimedia projekt 2017-2018.
Tjänstens utmärkande funktion är att den gör en bedömning av Wikipedia-artiklars kvalitet och popularitet med en skala från 0 till 100 som ett resultat av syntetisk mätning och beräkning [förklaring behövs]. Detta förenklar jämförelsen av artiklarnas språkversioner, som kan ha olika betygssystem och bedömningsstandarder. För att uppnå kvalitet och popularitet använder WikiRank olika viktiga normaliserade åtgärder, t.ex. textlängd, antal referenser, avsnitt, bilder, antal besök och andra
I början kunde tjänsten jämföra kvaliteten på artiklar i 7 språkversioner. Nu kan tjänsten utvärdera artiklar i mer än 50 stora språkversioner av Wikipedia. I framtiden är det planerat att inkludera nya åtgärder för kvalitetsbedömning, inklusive sociala signaler från sociala källor (som Facebook, Twitter, Reddit, VKontakte, LinkedIn och andra), samt analys av referenser med sökmotorer (till exempel Google, Bing, Yahoo!, Baidu, Yandex och andra).
WikiRank används också för didaktiska ändamål i olika högre utbildningsinstitutioner (till exempel Universitetet i Warszawa).
Resultat som tillhandahålls av WikiRank används i kvalitetsbedömning av infoboxes.